# Karl Schering
Karl Julius Eduard Schering (* 1. Juni 1854 in Scharnebeck; † 21. April 1925 in Darmstadt) war ein deutscher Hochschullehrer für Physik.

## Leben
Schering war der Sohn des Försters Ernst Christian August Schering (1795–1871) und seiner Ehefrau Emilie aus Lüneburg. Er war der jüngere Bruder von Ernst Christian Julius Schering. Er besuchte das Gymnasium Johanneum in Lüneburg und studierte ab 1874 in Göttingen Physik und Mathematik. 1878 promovierte er zum Dr. phil in Göttingen. Im Anschluss war er Assistent am Physikalischen Institut in Göttingen. Im Jahre 1879 folgte die Habilitation und die Ernennung zum Privatdozent.
1883 wurde Schering a.o. Professor für Mathematik an der Universität Straßburg. Fünf Jahre später wurde er ordentlicher Professor für Physik und Vorstand des physikalischen Kabinetts an der Technischen Hochschule Darmstadt. Das Physikalische Institut in Darmstadt wurde 1869 gegründet und litt über Jahrzehnte an beengten räumlichen Verhältnissen. Schering erreichte bereits 1889 die Zusicherung für einen Neubau des Instituts.
Schering war von 1893 bis 1895 Dekan der Mathematisch-naturwissenschaftlichen Schule und hatte maßgeblichen Einfluss auf den Neubau des Physikgebäudes an der Hochschulstraße, das im Herbst 1894 bezogen wurde. 1895/96 war er Dekan der Allgemeinen Abteilung, von 1904 bis 1907 Dekan der Abteilung Chemie und von 1908 bis 1911 Dekan der Abteilung Elektrotechnik.
Das Amt des Rektors der TH Darmstadt hatte er von 1900 bis 1902 inne.
1886 wurde er zum Mitglied der Deutschen Akademie der Naturforscher Leopoldina gewählt.
Zusammen mit Robert Haußner gab er in zwei Bänden 1902 und 1909 die Schriften seines Bruders Ernst Christian Julius Schering heraus, der 1897 verstorben war.
Zum Ende des Sommersemesters 1922 wurde Karl Schering emeritiert.
Schering war ab 1884 in erster Ehe mit Friedrike Rudolphine Lucy (1860–1907) verheiratet. Aus dieser Ehe ging 1887 die Tochter Mathilde hervor. In zweiter Ehe war er ab 1913 mit Ilse Anna Helma Moritz liiert.
Der Nachlass von Karl Schering befindet sich seit 1995 in der Niedersächsischen Staats- und Universitätsbibliothek Göttingen.

## Schriften
- Die Entwicklung und der gegenwärtige Standpunkt der erdmagnetischen Forschung. Geographisches Jahrbuch, Bd. 13, S. 171–220, 1889.
- Erdmagnetische Landesaufnahme von Hessen, Darmstadt 1923.
- Als Herausgeber:
  - mit Robert Haußner: Gesammelte mathematische Werke von Ernst Schering. Mayer u. Müller, Berlin 1902 Digitalisat

## Ehrungen
- 25. November 1898: Verleihung des Ritterkreuzes I. Klasse des Verdienstordens Philipps des Großmütigen
- 25. November 1900: Geheimer Hofrat
- 25. November 1913: Verleihung des Ehrenkreuzes des Verdienstordens Philipps des Großmütigen